# Eustylini
Tribu
Les Eustylini forment une tribu de coléoptères dans la sous-famille des Entiminae classée dans la famille des Curculionidae.

## Genres
Achrastenus - Anidius - Brachyomus - Brachystylus - Coconotus - Compsus - Eustylus - Exophthalmus - Exorides - Galapagonotus - Oxyderces - Parthenides - Phaops - Phaopsis - Pseudeustylus - Scelianoma - Simophorus - Synthlibonotus - Xestogaster